# Campionato mondiale di beach soccer 2009
La FIFA Beach Soccer World Cup Dubai 2009 è stata la quinta edizione dei Campionati mondiali di Beach Soccer.
Si è svolta dal 16 al 22 novembre negli Emirati Arabi Uniti.

## Squadre
- Argentina
- Bahrein
- Brasile
- Costa d'Avorio
- Costa Rica
- El Salvador
- Emirati Arabi Uniti
- Giappone
- Isole Salomone
- Italia
- Nigeria
- Portogallo
- Russia
- Spagna
- Svizzera
- Uruguay

## Stadi
| Stadio     | Capacità | Partite |
| ---------- | -------- | ------- |
| Main Pitch | 5.700    | 26      |
| Pitch 2    | 1.200    | 6       |

## Risultati

### Fase a gruppi

#### Legenda
- P.ti = Punti
- G = Incontri disputati
- V = Vittorie
- V+ = Vittorie ai tempi supplementari o ai rigori
- S = Sconfitte
- GF = Reti segnate
- GS = Reti subite
- DR = Differenza reti

#### Girone A
| Squadra             | P.ti | G | V | V+ | S | GF | GS | DR  |
| ------------------- | ---- | - | - | -- | - | -- | -- | --- |
| Uruguay             | 6    | 3 | 2 | 0  | 1 | 12 | 8  | +4  |
| Portogallo          | 6    | 3 | 2 | 0  | 1 | 14 | 8  | +6  |
| Emirati Arabi Uniti | 3    | 3 | 1 | 0  | 2 | 12 | 12 | 0   |
| Isole Salomone      | 3    | 3 | 1 | 0  | 2 | 9  | 19 | -10 |

| Arbitro: | Fabio Polito |

|                                                   |           |                                                     |
| Ricar 2’ 31’ Martin 9’ 28’ Pampero 28’ Fabian 30’ | Marcatori | 5’ 14’ Laua 7’ Hosea 8’ Mauri 14’ Wale 21’ Omokirio |

| Arbitro: | Serdar Akcer |

|                                                                              |           |                                                                          |
| Al Mesaabi 1’ Sadeqi 5’ Alabadla 7’ K.Albalooshi 24’ (rig.) I.Albalooshi 27’ | Marcatori | 19’ Ze Maria 23’ (rig.) Belchior 26’, 30’, 32’ Madjer 26’ Alan 27’ Bilro |

| Arbitro: | Tasuku Onodera |

|              |           |              |
| Belchior 17’ | Marcatori | 6’, 34’ Coco |

| Arbitro: | Sylvain Palhies |

|         |           |                                                                                        |
| Hale 1’ | Marcatori | 1’ 5’ K.Albalooshi 12’ I.Albalooshi 21’ Alabadla 23’ Al Mesaabi 29’ Sadeqi 30’ Ranjbar |

| Arbitro: | Afgan Hamzayev |

|                                                            |           |           |
| Madjer 1’, 5’ Ze Maria 9’ Belchior 28’, 31’ Bruno Novo 35’ | Marcatori | 11’ Hosea |

| Arbitro: | Alexander Berezkin |

|  |           |                                    |
|  | Marcatori | 1’ 33’ Ricar 9’ Pampero 27’ Martin |

#### Girone B
| Squadra        | P.ti | G | V | V+ | S | GF | GS | DR  |
| -------------- | ---- | - | - | -- | - | -- | -- | --- |
| Giappone       | 8    | 3 | 2 | 1  | 0 | 15 | 9  | +6  |
| Spagna         | 6    | 3 | 2 | 0  | 1 | 21 | 14 | +7  |
| Costa d'Avorio | 3    | 3 | 1 | 0  | 2 | 15 | 18 | -3  |
| El Salvador    | 0    | 3 | 0 | 0  | 3 | 11 | 21 | -10 |

| Arbitro: | Istvan Meszaros |

|                                               |           |                                                         |
| Ehounou 1’ 20’ 25’ 26’ 35’ Daniel 11’ Aka 22’ | Marcatori | 6’ 28’ Hernandez 6’ (rig.) Ruiz 7’ Torres 10’ Velasquez |

| Dubai 16 novembre 2009, ore 15:00 | Spagna          | 5 – 5 (2-3 d.c.r.) referto | Giappone | Jumeirah beach (3.500 spett.)\| Arbitro: \| Javier Betancor \| |
| Arbitro:                          | Javier Betancor |                            |          |                                                                |

| Dubai 17 novembre 2009, ore 10:30 | Giappone       | 3 – 2 referto | Costa d'Avorio | Jumeirah beach (Pitch 2) (200 spett.)\| Arbitro: \| Sergejus Slyva \| |
| Arbitro:                          | Sergejus Slyva |               |                |                                                                       |

| Dubai 17 novembre 2009, ore 13:30 | El Salvador    | 3 – 7 referto | Spagna | Jumeirah beach (1.500 spett.)\| Arbitro: \| Juan Rodriguez \| |
| Arbitro:                          | Juan Rodriguez |               |        |                                                               |

| Dubai 18 novembre 2009, ore 10:30 | Spagna          | 9 – 6 referto | Costa d'Avorio | Jumeirah beach (600 spett.)\| Arbitro: \| Rene De La Rosa \| |
| Arbitro:                          | Rene De La Rosa |               |                |                                                              |

| Dubai 18 novembre 2009, ore 10:30 | Giappone         | 7 – 2 referto | El Salvador | Jumeirah beach (Pitch 2) (350 spett.)\| Arbitro: \| Abbas Alshammari \| |
| Arbitro:                          | Abbas Alshammari |               |             |                                                                         |

#### Girone C
| Squadra    | P.ti | G | V | V+ | S | GF | GS | DR  |
| ---------- | ---- | - | - | -- | - | -- | -- | --- |
| Russia     | 6    | 3 | 2 | 0  | 1 | 11 | 5  | +6  |
| Italia     | 5    | 3 | 1 | 1  | 1 | 7  | 6  | +1  |
| Argentina  | 5    | 3 | 1 | 1  | 1 | 11 | 6  | +5  |
| Costa Rica | 0    | 3 | 0 | 0  | 3 | 2  | 14 | -12 |

| Dubai 16 novembre 2009, ore 12:00 | Argentina     | 2 – 3 (d.t.s.) referto | Italia | Jumeirah beach (2.500 spett.)\| Arbitro: \| Faisal Sallam \| |
| Arbitro:                          | Faisal Sallam |                        |        |                                                              |

| Dubai 16 novembre 2009, ore 13:30 | Russia          | 5 – 1 referto | Costa Rica | Jumeirah beach (2.500 spett.)\| Arbitro: \| Rene De La Rosa \| |
| Arbitro:                          | Rene De La Rosa |               |            |                                                                |

| Dubai 17 novembre 2009, ore 10:30 | Costa Rica       | 0 – 6 referto | Argentina | Jumeirah beach (550 spett.)\| Arbitro: \| Abbas Alshammari \| |
| Arbitro:                          | Abbas Alshammari |               |           |                                                               |

| Dubai 17 novembre 2009, ore 15:00 | Italia      | 1 – 3 referto | Russia | Jumeirah beach (3.000 spett.)\| Arbitro: \| Ruben Eiriz \| |
| Arbitro:                          | Ruben Eiriz |               |        |                                                            |

| Dubai 18 novembre 2009, ore 12:00 | Costa Rica      | 1 – 3 referto | Italia | Jumeirah beach (Pitch 2) (200 spett.)\| Arbitro: \| Istvan Meszaros \| |
| Arbitro:                          | Istvan Meszaros |               |        |                                                                        |

| Dubai 18 novembre 2009, ore 12:00 | Russia       | 3 – 3 (3-4 d.c.r.) referto | Argentina | Jumeirah beach (2.500 spett.)\| Arbitro: \| Serdar Akcer \| |
| Arbitro:                          | Serdar Akcer |                            |           |                                                             |

#### Girone D
| Squadra  | P.ti | G | V | V+ | S | GF | GS | DR  |
| -------- | ---- | - | - | -- | - | -- | -- | --- |
| Brasile  | 9    | 3 | 3 | 0  | 0 | 23 | 8  | +15 |
| Svizzera | 6    | 3 | 2 | 0  | 1 | 15 | 11 | +4  |
| Nigeria  | 3    | 3 | 1 | 0  | 2 | 16 | 21 | -5  |
| Bahrein  | 0    | 3 | 0 | 0  | 3 | 9  | 23 | -14 |

| Dubai 16 novembre 2009, ore 10:30 | Svizzera        | 6 – 5 referto | Bahrein | Jumeirah beach (2.000 spett.)\| Arbitro: \| Erick Chavarria \| |
| Arbitro:                          | Erick Chavarria |               |         |                                                                |

| Dubai 16 novembre 2009, ore 18:00 | Brasile      | 11 – 5 referto | Nigeria | Jumeirah beach (2.500 spett.)\| Arbitro: \| Petro Ivanov \| |
| Arbitro:                          | Petro Ivanov |                |         |                                                             |

| Dubai 17 novembre 2009, ore 12:00 | Nigeria         | 2 – 7 referto | Svizzera | Jumeirah beach (Pitch 2) (350 spett.)\| Arbitro: \| Rene De La Rosa \| |
| Arbitro:                          | Rene De La Rosa |               |          |                                                                        |

| Dubai 17 novembre 2009, ore 18:00 | Bahrein            | 1 – 8 referto | Brasile | Jumeirah beach (4.000 spett.)\| Arbitro: \| Alexander Berezkin \| |
| Arbitro:                          | Alexander Berezkin |               |         |                                                                   |

| Dubai 18 novembre 2009, ore 15:00 | Nigeria     | 9 – 3 referto | Bahrein | Jumeirah beach (3.500 spett.)\| Arbitro: \| Geng Zhiwei \| |
| Arbitro:                          | Geng Zhiwei |               |         |                                                            |

| Dubai 18 novembre 2009, ore 18:00 | Brasile       | 4 – 2 referto | Svizzera | Jumeirah beach (6.000 spett.)\| Arbitro: \| Faisal Sallam \| |
| Arbitro:                          | Faisal Sallam |               |          |                                                              |

### Fase finale
|  | Quarti di finale | Quarti di finale |                  |            | Semifinali                | Semifinali                |  |  | Finale           | Finale |
|  |                  |                  |                  |            |                           |                           |  |  |                  |        |
|  | 20 novembre 2009 |                  |                  |            |                           |                           |  |  |                  |        |
|  |                  |                  |                  |            |                           |                           |  |  |                  |        |
|  | Russia           | 2                |                  |            |                           |                           |  |  |                  |        |
|  | Russia           | 2                | 21 novembre 2009 |            |                           |                           |  |  |                  |        |
|  | Svizzera         | 4                |                  |            |                           |                           |  |  |                  |        |
|  | Svizzera         | 4                | Svizzera         | 7          |                           |                           |  |  |                  |        |
|  | 20 novembre 2009 |                  | Svizzera         | 7          |                           |                           |  |  |                  |        |
|  |                  | Uruguay          | 4                |            |                           |                           |  |  |                  |        |
|  | Uruguay (d.t.s.) | Uruguay          | 4                | 3          |                           |                           |  |  |                  |        |
|  | Uruguay (d.t.s.) |                  | 22 novembre 2009 | 3          |                           |                           |  |  |                  |        |
|  | Spagna           | 2                |                  |            |                           |                           |  |  |                  |        |
|  | Spagna           | 2                | Svizzera         | 5          |                           |                           |  |  |                  |        |
|  | 20 novembre 2009 |                  | Svizzera         | 5          |                           |                           |  |  |                  |        |
|  |                  | Brasile          | 10               |            |                           |                           |  |  |                  |        |
|  | Giappone         | Brasile          | 10               | 1          |                           |                           |  |  |                  |        |
|  | Giappone         | 21 novembre 2009 |                  | 1          |                           |                           |  |  |                  |        |
|  | Portogallo       | 2                |                  |            |                           |                           |  |  |                  |        |
|  | Portogallo       | 2                | Portogallo       | 2          | Finale per il terzo posto | Finale per il terzo posto |  |  |                  |        |
|  | 20 novembre 2009 |                  | Portogallo       | 2          | Finale per il terzo posto | Finale per il terzo posto |  |  |                  |        |
|  |                  | Brasile          | 8                |            |                           |                           |  |  |                  |        |
|  | Brasile          | Brasile          | 8                | 6          | Uruguay                   | 7                         |  |  |                  |        |
|  | Brasile          |                  |                  | 6          | Uruguay                   | 7                         |  |  |                  |        |
|  | Italia           | 4                |                  | Portogallo | 14                        |                           |  |  |                  |        |
|  | Italia           | 4                |                  |            | 14                        |                           |  |  |                  |        |
|  |                  |                  |                  |            |                           |                           |  |  | 22 novembre 2009 |        |
|  |                  |                  |                  |            |                           |                           |  |  |                  |        |

#### Quarti di finale
| Dubai 20 novembre 2009, ore 12:00 | Giappone        | 1 – 2 referto | Portogallo | Jumeirah beach (5.000 spett.)\| Arbitro: \| Javier Betancor \| |
| Arbitro:                          | Javier Betancor |               |            |                                                                |

| Dubai 20 novembre 2009, ore 15:00 | Russia        | 2 – 4 referto | Svizzera | Jumeirah beach (6.000 spett.)\| Arbitro: \| Ivo De Moraes \| |
| Arbitro:                          | Ivo De Moraes |               |          |                                                              |

| Dubai 20 novembre 2009, ore 16:30 | Brasile     | 6 – 4 referto | Italia | Jumeirah beach (6.000 spett.)\| Arbitro: \| Ruben Eiriz \| |
| Arbitro:                          | Ruben Eiriz |               |        |                                                            |

| Dubai 20 novembre 2009, ore 18:00 | Uruguay        | 3 – 2 (d.t.s.) referto | Spagna | Jumeirah beach (6.000 spett.)\| Arbitro: \| Tasuku Onodera \| |
| Arbitro:                          | Tasuku Onodera |                        |        |                                                               |

#### Semifinali
| Dubai 21 novembre 2009, ore 16:30 | Portogallo     | 2 – 8 referto | Brasile | Jumeirah beach (6.000 spett.)\| Arbitro: \| Tasuku Onodera \| |
| Arbitro:                          | Tasuku Onodera |               |         |                                                               |

| Dubai 21 novembre 2009, ore 18:00 | Svizzera       | 7 – 4 referto | Uruguay | Jumeirah beach (5.000 spett.)\| Arbitro: \| Sergejus Slyva \| |
| Arbitro:                          | Sergejus Slyva |               |         |                                                               |

#### Finale terzo posto
| Dubai 22 novembre 2009, ore 16:30 | Portogallo    | 14 – 7 referto | Uruguay | Jumeirah beach (6.000 spett.)\| Arbitro: \| Faisal Sallam \| |
| Arbitro:                          | Faisal Sallam |                |         |                                                              |

#### Finale
| Dubai 22 novembre 2009, ore 18:00 | Brasile     | 10 – 5 referto | Svizzera | Jumeirah beach (6.000 spett.)\| Arbitro: \| Ruben Eiriz \| |
| Arbitro:                          | Ruben Eiriz |                |          |                                                            |

## Campione
| Vincitore della Coppa del mondo di Beach Soccer 2009 Brasile 4º titolo |